# Corinnomma albobarbatum
Corinnomma albobarbatum é uma espécie da família Corinnidae, descrita em 1897 por Eugène Simon.